# Turitea Dams
Die Turitea Dams sind zwei hintereinanderliegende Stauseen im Stadtbezirk von Palmerston North und in der Region Manawatū-Whanganui auf der Nordinsel von Neuseeland.

## Geographie
Die beiden 13,66 Hektar und 3,5 Hektar großen Stauseen, die zur Wasserversorgung dienen, befinden sich rund 9,7 km und rund 9,9 km südsüdöstlich von Palmerston North und werden hier über 
- Turitea Dams (östlicher Stausee) und
- Turitea Dams (westlicher Stausee)

in zwei gesonderten Artikeln behandelt.